# Xemeneia
|  | Per a altres significats, vegeu «Xemeneia (desambiguació)». |

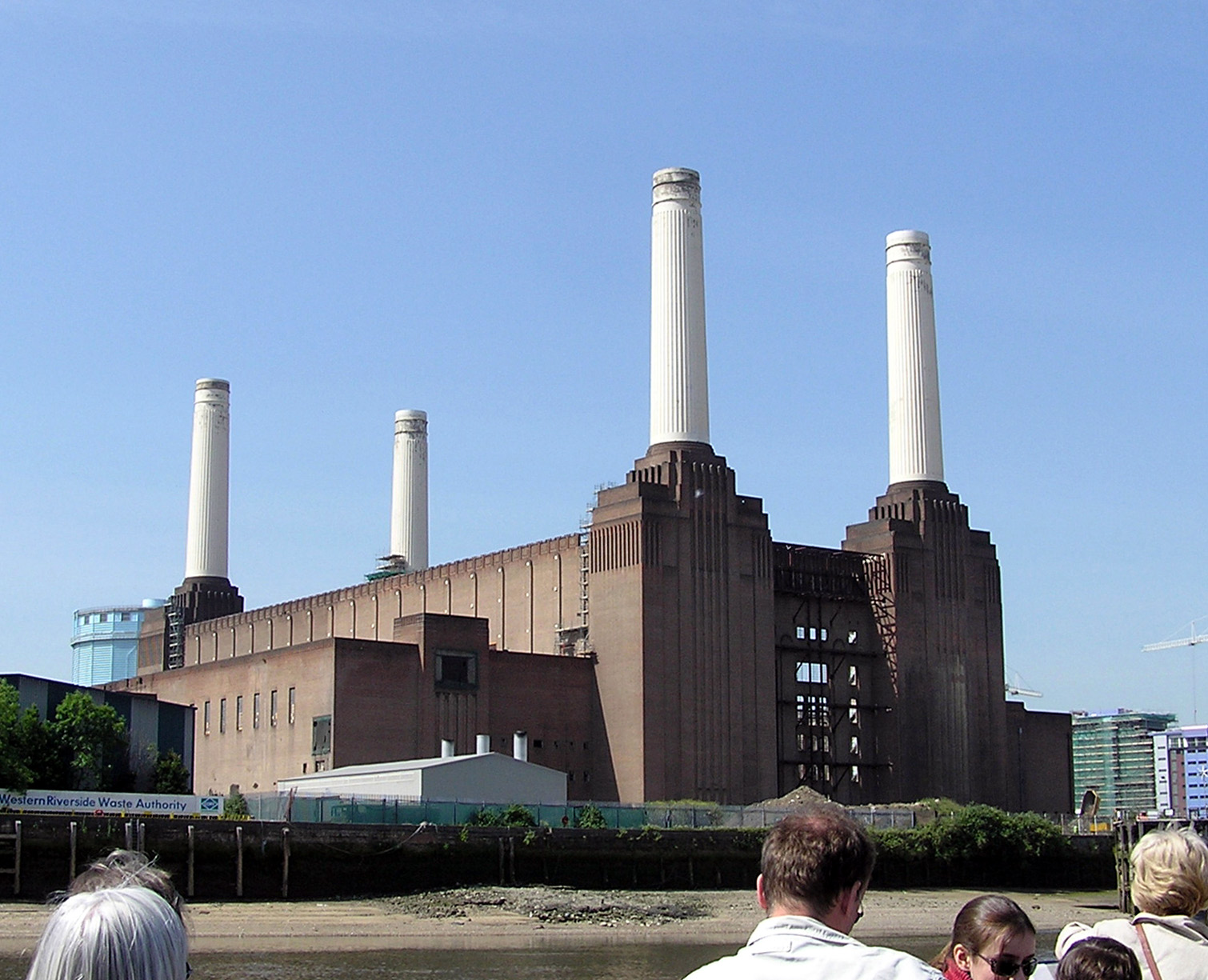
Edifici amb quatre xemeneies

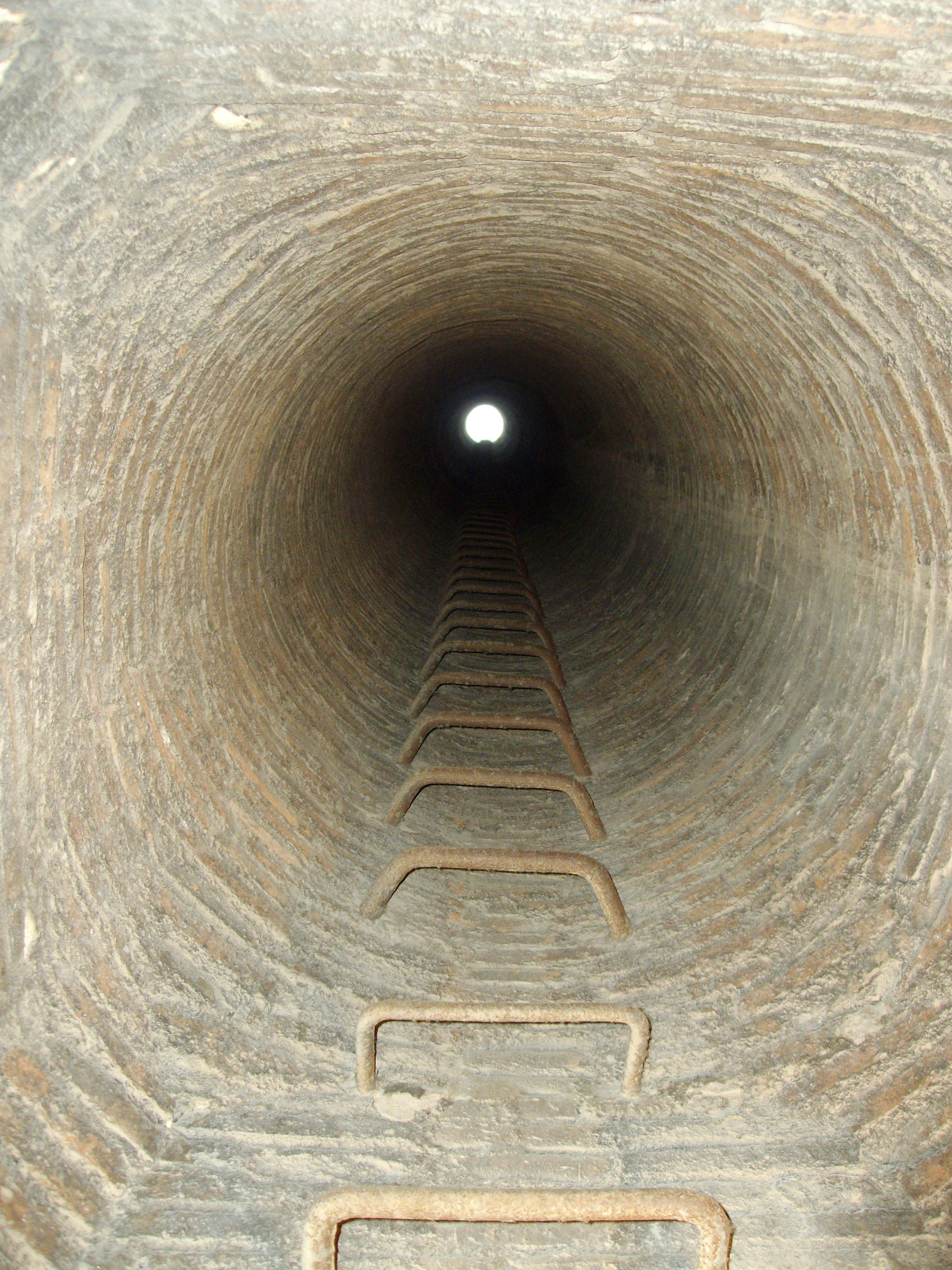
Interior d'una xemeneia

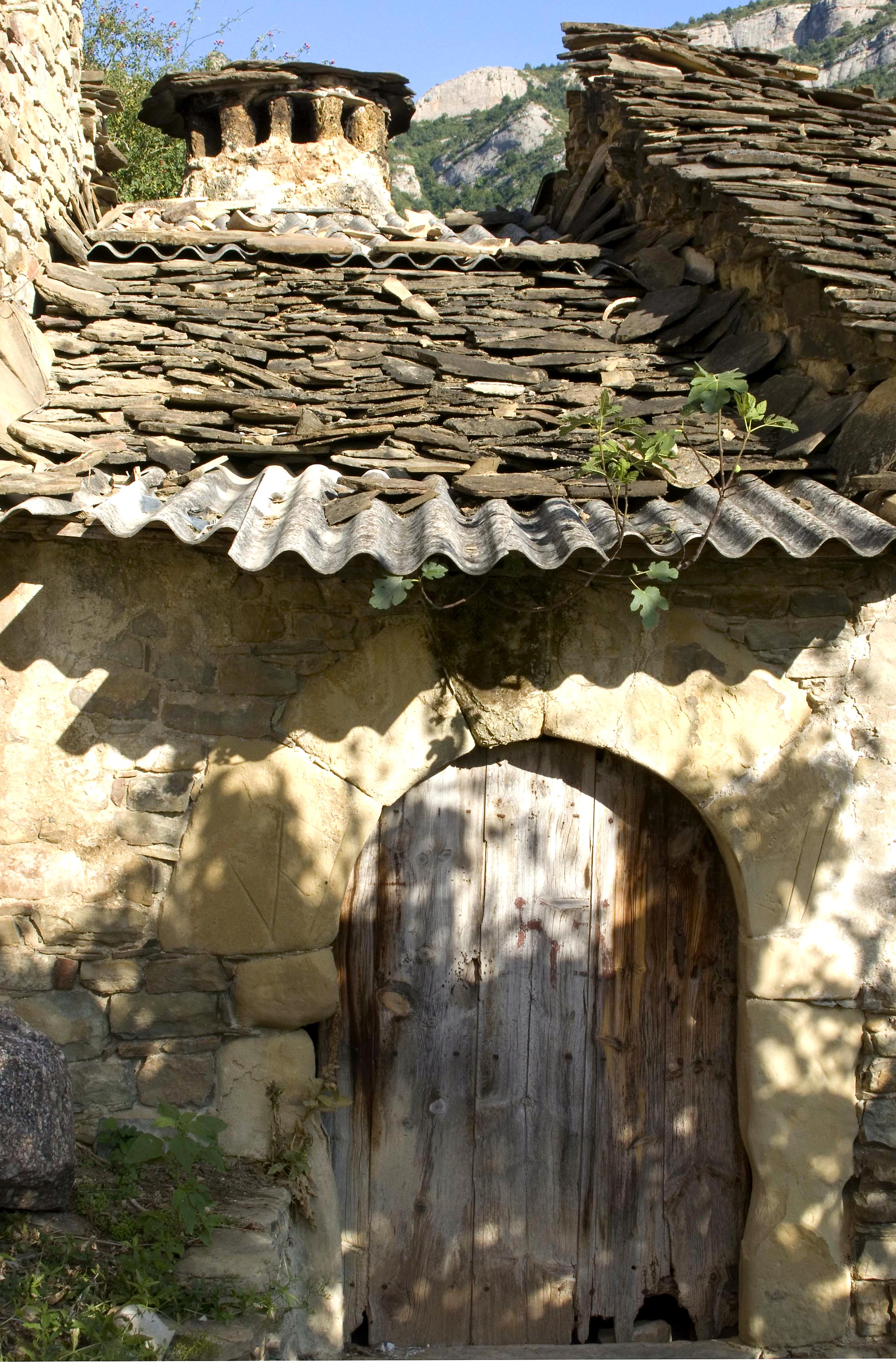
Curull, casa de Pardinella (Ribagorça)

Una xemeneia, fumera o fumeral és un sistema usat per a ventilar gasos calents i fum de calderes, escalfadors, estufes, forns, fogons o llars cap a l'atmosfera. Típicament són completament verticals per a assegurar que els gasos calents puguin fluir sense problemes, movent-los per convecció. També existeixen les xemeneies que no són completament verticals, que s'instal·len en cuines o petites sales de calderes per a evacuar els fums a través d'orificis efectuats en els paraments. Les xemeneies així construïdes han de disposar de malles de protecció per a evitar que els ocells niïn en el seu interior, i se'ls ha de donar una inclinació diferent de 0° per a facilitar la sortida de fums.
L'espai dintre d'una xemeneia és dit «ducte» o «conducte de fum». Les xemeneies poden trobar-se en edificis, locomotores o en vaixells. El corrent d'aire que origina el foc i que fa que el fum ascendeixi per la xemeneia es denomina «tir». El curull és el barret o pinacle que evita que hi entri l'aigua de pluja dins la xemeneia.
A l'edat mitjana els aliments sovint es col·locaven en calderons metàl·lics que penjaven damunt del foc, i en els llocs de cocció la gent s'aplegava de manera natural per escalfar-se, il·luminar-se, tenir seguretat i aliments. Durant el renaixement, les famílies acomodades disposaven d'espais i objectes cada cop més especialitzats, i les cuines apareixen com espais diferenciats i fora dels ulls de les visites, i com el fum i el sutge havien estat un gran problema, al segle XVI van començar a ser molt utilitzades les xemeneies que aspiraven el fum, facilitant la respiració.
El terme xemeneia també pot aplicar-se a aspectes de la naturalesa, particularment en formacions rocoses.

## Desenvolupament
{\displaystyle Q=C\;A\;{\sqrt {2\;g\;H\;{\frac {T_{i}-T_{e}}{T_{i}}}}}}
- Q 	= taxa de fum a la xemeneia, m³/s
- A 	= àrea de la secció transversal de la xemeneia, m²
- C 	= coeficient de descàrrega (~ 0,65 a 0,70)
- g 	= acceleració de la gravetat, 9,81 m/s²
- H 	= alçada de la xemeneia, m
- Ti 	= mitjana de la temperatura interna, K
- Te 	= temperatura externa ambient, K

## Tiratge
El tiratge del fum és important en una xemeneia. La geometria de la campana, el conducte de fums i la sortida per la teulada han d'estar ben combinats.
- Per a xemeneies en zones ventoses Miquel Agustí, en la seva obra  Llibre dels secrets d'agricultura, casa rústica i pastoril, proposava un sistema enginyós i econòmic.[4][5]